# آدم أليس
آدم أليس سيتيانو (بالإندونيسية: Adam Alis)‏ (ولد في 19 ديسمبر 1993 في جاكرتا، إندونيسيا) هو لاعب كرة قدم إندونيسي يلعب لصالح نادي آريما كرونوس.

## الأندية
- 2011-2010:  بيرسيجا جاكرتا
- 2012-2011:  برسيتانغسل
- 2013-2012:  بيرسيرانغ سيرانغ
- 2014-2013:  مارتابورا
- 2015-2014:  بيرسيجا جاكرتا
- 2015:  الرفاع الشرقي
- 2016:  باريتو بوتيرا
- 2017-:  آريما كرونوس

## المنتخبات
قدم أول ظهور له على المستوى الدولي في 8 يونيو 2017 ضد كمبوديا.
- 2015:  منتخب اندونسيا تحت 23
  - 14 مباراة 1 هدف
- 2017-:  منتخب إندونيسيا
  - 1 مباراة 0 هدف

## الإنجازات

### مع الأندية
- آريما كرونوس
  - كأس رئيس اندونسيا: 2017

### الفردية
- أفضل لاعب في بطولة كأس رئيس اندونيسيا: 2017

## الحياة الشخصية
آدم أليس هو من محبي إنتر ميلان في مرحلة الطفولة وقال أنه سيكون حلمه الذي يرغب في تحقيقه في يوم ما أن يلعب لهذا النادي.